# Linden (Svizzera)
Linden (toponimo tedesco) è un comune svizzero di 1 281 abitanti del Canton Berna, nella regione di Berna-Altipiano svizzero (circondario di Berna-Altipiano svizzero).

## Storia
Il comune di Linden è stato istituito nel 1945 con la fusione dei comuni soppressi di Ausserbirrmoos, Innerbirrmoos e Otterbach; a sua volta Ausserbirrmoos aveva inglobato nel 1887 i comuni soppressi di Barschwand e Schönthal.

## Monumenti e luoghi d'interesse
- Chiesa riformata, eretta nel 1848[1].

## Società

### Evoluzione demografica
L'evoluzione demografica è riportata nella seguente tabella:
Abitanti censiti

### Religione
È il centro di una confessione religiosa di base cattolica, chiamata Methernitha.

### Istituzioni, enti e associazioni
È la sede dell'esercito svizzero.

## Geografia antropica
- Ausserbirrmoos[3]
  - Barschwand[4]
  - Schönthal[5]
- Innerbirrmoos[6]
- Otterbach[7]